# Mitrephora macclurei
Mitrephora macclurei är en kirimojaväxtart som beskrevs av Weeras. och Richard M.K. Saunders. Mitrephora macclurei ingår i släktet Mitrephora och familjen kirimojaväxter. Inga underarter finns listade i Catalogue of Life.